# Маккей, Эрнест Джон Генри
Эрнест Джон Генри Маккей (англ. Ernest John Henry Mackay; 5 июля 1880, Бристоль — 2 октября 1943, Лондон) — английский археолог и специалист по древней истории, известный своими раскопками и исследованиями Мохенджо-Даро и других центров цивилизации долины Инда (Хараппской цивилизации).

## Ранние годы. Раскопки в Египте и на Ближнем Востоке
Эрнест Джон Генри Маккей родился в Бристоле, учился в Бристольской гимназии и Бристольском университете, получив степень бакалавра, магистра и доктора философии. Также обучался в Оксфордском университете. В 1912 году женился на антропологе Дороти Мэри Симмонс, у них родился сын.
Между 1907 и 1912 годами Маккей под руководством Уильяма Мэтью Флиндерса Питри проводил археологические раскопки Британской школы археологии в Египте (Мемфис, Кафр-Аммар, Гелиополь и др.), а затем потратил три года на фотографическое обследование фиванских гробниц.
Во время Первой мировой войны Маккей служил капитаном в Медицинском корпусе Королевской армии в Египте и Палестине с Императорским верблюжьим корпусом. В 1919 году он был членом армейской комиссии по исследованию древних памятников в Палестине и Сирии. В 1919—1922 годах занимал должность хранителя древностей при палестинском правительстве.
В 1922—1926 годах — сотрудник полевого музея Оксфордской экспедиции в Месопотамии. В ходе объединённой экспедиции своего музея и Чикагского полевого музея естественной истории (1922—1925) Маккей как ведущий археолог вместе с ассириологом оксфордского колледжа Иисуса Стивеном Гербертом Лэнгдоном руководил раскопками могильника и царского дворца под холмом «А» в Кише.
Обнаружив в 1925 году в захоронениях на острове Бахрейн изделия из слоновой кости, соотнёс древние островные памятники с Дильмуном месопотамских источников — промежуточным пунктом в морской торговле Шумера с Мелуххой (в свою очередь, затем отождествлённой с цивилизацией долины Инда). Также начал раскопки Джемдет-Насра, впервые обнаружив постройки из римхенов — плоских, тонких кирпичей периода Варки IV, получивших широкое распространение в период Варки III.

## Цивилизация долины Инда
Эрнест Маккей хорошо известен своими раскопками в Мохенджо-Даро — древнем городе, который был на пике своего развития между 2500 и 1900 годами до н. э. Продолжил раскопки в Мохенджо-Даро, начатые индийскими археологами Ракхалом Дасом Банерджи и Кашинатом Нарайяном Дикшитом, а также их британским коллегой Джоном Маршаллом. Маккей проводил крупные раскопки на этом месте с 1926 по 1931 год и подготовил подробный отчёт об этом месте за 1936—1937, который был опубликован в 1942 году.
Маккей начал работы на больших площадях, со строгой фиксацией материала, привлёк к работам множество профильных специалистов (антрополога, геолога, зоологов, химиков), впервые применил стратиграфический подход при изучении эволюции архитектуры и материальной культуры города. На основе находок бронзовых изделий в нижних слоях Мохенджо-Даро отнёс его культуру, ранее считавшуюся энеолитической, к бронзовому веку, приведя аналогии из синхронных ей цивилизаций Древнего Египта и Месопотамии.
Он с Норманом Брауном также спланировал раскопки ещё одного центра Хараппской цивилизации — Чанху-Даро. Здешние широкомасштабные раскопки 1935—1936 годов Маккей посетил вместе со своей женой. Среди прочего, были найдены мастерские по изготовлению украшений из раковин (как в Лотхале), что позволило определить ремесленную специализацию этого поселения и рынок сбыта его продукции в других городах долины Инда. Маккей также первым определил гравированные чёрточки на раковинах как элементы десятичной системы исчисления, возникшей в Индии ещё в III тыс. до н. э. Слои археологической культуры Джхукар, лежавшие в Чанху-Даро выше хараппских, археолог отождествлял с племенами индоариев.
Порядок раскопок, привитый Маккеем (в том числе применение стратиграфического и междисциплинарного подхода), были продолжены и развиты Мортимером Уилером, возглавившим в 1944 Археологическую службу Индии. Среди непосредственных учеников Маккея — индийский музейный работник и археолог М. Н. Гопал.